# Barbara Egli
Barbara Egli (Wila, 19 mei 1918 - Zürich, 10 april 2005) was een Zwitserse schrijfster.

## Biografie

### Afkomst en opleiding
Barbara Egli was een dochter van Hermann Egli, die in Wila de herberg Zum Ochsen uitbaatte, en van Anna Hedwig Ramp. In 1939 trouwde ze met Emil Egli, een geograaf. Ze bracht een deel van haar jeugd door in het Zürcher Oberland en volgde een opleiding tot onderwijzeres.

### Carrière
Na haar huwelijk combineerde Egli het huishouden met haar werk als schrijfster. Ze schreef gedichten en kortverhalen in het Zürichse dialect, maar zonder enige patriottische sentimentaliteit, zoals Himel und Höll und Hüpfistäi uit 1976 en Uuströimt uit 1984. Ze schreef ook enkele werken in het Duits, zoals Es geschah ganz leise uit 1985, en autobiografische teksten, zoals Die bösen Mimosen: eine Kindheit uit 1986 en Cordelia mit Handicap uit 1995.

## Onderscheidingen
- Egli werd onderscheiden door de stad Zürich in 1978 en door het kanton in 1984.
- Ze werd in 1988 onderscheiden door de Zwitserse Federale Dienst voor Cultuur.

## Werken
- (de)  Himel und Höll und Hüpfistäi, 1976.
- (de)  Uuströimt, 1984.
- (de)  Es geschah ganz leise, 1985.
- (de)  Die bösen Mimosen: eine Kindheit, 1986.
- (de)  Cordelia mit Handicap, 1995.